# کراویی دو
کراویی دو (به صربی: Kravlji Do) یک منطقهٔ مسکونی در صربستان است که در مالو تسرنیچه واقع شده‌است. کراویی دو ۳۵۵ نفر جمعیت دارد.